# Епархия Сенигаллии
Епархия Сенигаллии (лат. Dioecesis Senogalliensis, итал. Diocesi di Senigallia) – епархия Римско-католической церкви, в составе митрополии Анкона-Озимо, входящей в церковную область Марке. В настоящее время епархией управляет епископ Джузеппе Орландони. Викарный епископ – Лучано Гверри. Почётный епископ – Одо Фузи Печчи.
Клир епархии включает 94 священников (77 епархиальных и 17 монашествующих священников), 5 диаконов, 17 монахов, 105 монахинь.
Адрес епархии: Piazza Garibaldi 3, 60019 - Senigallia (Ancona), Italia. Телефон: 071 65758. Факс: 071 60094. Электронная почта: diocesi@senigallia.chiesacattolica.it.

## Территория
В юрисдикцию епархии входят 57 приходов в 18 коммунах Марке: 16 в провинции Анкона – Арчевия, Барбара, Бельведере Острензе, Кастель Колонна, Кастеллеоне ди Суаза, Кьяравалле, Коринальдо, Монтемарчано, Монтерадо, Монте Сан Вито, Морро д'Альба, Остра, Остра Ветере, Рипе, Серра де Конти и 2 в провинции Пезаро – Мондольфо и Монте Порцио.
Все приходы образуют 6 деканатов: Сенигаллия (восток), Кьяравалле (юг), Арчевия (запад), Мондольфо (северо-восток), Коринальдо (северо-запад), Остра (центр).
Кафедра епископа находится в городе Сенигаллия в церкви Святого Петра.

## История
Самая ранняя запись о кафедре Сенигалии содержится в документе VI века В это источнике говорится о Венанции, епископе Сенигалии, участвовавшем в заседаниях Римского собора 502 года при Папе Симмахе. Другим участником этого собора был Мартиниан, епископ соседней епархии Остры. Вначале юрисдикция архиереев Сенигаллии распространялась на территорию древнеримского города Sena Gallica и его окрестности. Территория долины Миза (Валле дель Миза) в то время входила в состав епархии Остры и лишь в середине VI века вошла в состав епархии Сенигалии.
В 2000 году епархия Сенигаллии была выведена из церковной провинции архиепархии Урбино-Урбания-Сант-Анджело-ин-Вадо и введена в состав митрополии Анкона-Озимо.

## Ординарии епархии
| - Венанцио (502); - Бонифасо (567); - Сигизмондо (590); - Мауро (649); - Анастазио (765—769); - Джорджо (769); - Неизвестный по имени (VIII/IX век); - Паолино (826); - Самуэле (853); - Артикарио (861); - Пьетро (868—877); - Северо (882); - Ойрано (885); - Бенвенуто (887); - Джакомо (IX/X век); - Бальдовино (950); - Аттоне (968—696); - Адальберто (1028); - Роберто (1055); - Теодозио (1057); - Визодоно (1059); - Гульельмо (1062); - Уникильдо(1069); - Аттоне (1115); - Тразмондо (1145); - Джакомо (1179); - Алеманно (1188—1195); - Энрико (1197); - Бенно (1225); - Джакомо (1252); - Филиппо (1271); - Неизвестный по имени (1279); - Федерико (1284—1288); - Сигизмондо (1288—1291); - Теодино (1291—1294); - Франческо (1294 — 28.03.1295) — назначен епископом Сполето; - Франческо (1295—1297); - Угуччоне (1297—1306); - Джованни (1307—1308); - Грация (1308—1318) - Франческо Сильвестри (1318—1321) — назначен епископом Римини; - Уголино (1321 — 06.06.1323) — доминиканец, назначен епископом Форлимпополи; - Федерико (06.06.1323 — 1327) — назначен епископом Римини; - Джованни д’Aнкона (1328—1349) — францисканец; - Уголино Федерикуччи (1350—1357); | - Джованни да Пананьес (1357—1368) — францисканец; - Кристофоро (1369—1369) — августинец-еремит; - Ридольфо да Кастелло (1370—1375); - Пьетро Амели (1376—1382) — августинец-еремит, назначен архиепископом Таранто; - Джованни Фирмони (1382—1394) — назначен епископом Савоны; - Джованни Файтани (1394—1413); - Лоренцо де Риччи (1415—1418) — назначен епископом Искии; - Симоне де Виджиланти (1418—1428) — августинец-еремит; - Франческо Меллини (1428—1432) — августинец-еремит; - Бартоломео Виньяти (1432—1438); - Антонио Коломбелла (1438—1460) — августинец-еремит; - Кристофоро ди Пьянпарте (1467—1474) — сервит; - Марко Виджерио делла Ровере (06.10.1476 — 1511) — францисканец-конвентуал; - Марко Квинто Виджерио делла Ровере (09.05.1513 — 1560); - Урбано Виджерио делла Ровере (1560—1570); - Джироламо Рустикуччи (16.06.1570 — 26.11.1577) — апостольский администратор; - Франческо Мария Энричи (26.11.1577 — 1590); - Пьетро Ридольфи (18.02.1591 — 1601) — францисканец-конвентуал; - Антальдо дельи Антальди (1601—1625); - Антонио Барберини (26 января 1625 — 11 декабря 1628) — капуцин; - Лоренцо Кампеджи (11 декабря 1628 — 1639); - кардинал Чезаре Факкинетти (18.05.1643 — 02.08.1655) — назначен архиепископом Сполето (титул персональный) - кардинал Франческо Керубини (02.08.1655 — 24.04.1656); - кардинал Никола Гвиди ди Баньо (28.05.1657 — 01.09.1659); - Клаудио Мараццани (28.09.1659 — 25.02.1682); - Рануччо Баски (1682—1684); - Муцио Дандини (01.04.1686 — 1712); - кардинал Джандоменико Параччани (09.07.1714 — 18.11.1717); - кардинал Лодовико Пико делла Мирандола (22.11.1717 — 17.12.1724); - Бартоломео Кастелли (1724—1733); - Риццардо Изолани (05.05.1734 — 05.01.1742); - Никколо Манчифорте (28.04.1745 — 17.01.1746) — назначен архиепископом Анконы; - Ипполито Росси ди Сан Секондо (17.01.1746 — 31.08.1775); - кардинал Бернардино Онорати (28.07.1777 — 12.08.1807); - кардинал Джулио Габриэлли младший (11 января 1808 — 5 февраля 1816); - кардинал Аннибале Франческо Клементе Мелькьоре Джироламо Никола делла Дженга (08.03.1816 — 18.09.1816) — избран Папой под именем Льва XII; - кардинал Фабрицио Шеберрас Тестаферрата (6 апреля 1818 — 3 августа 1843); - кардинал Антонио Мария Каджано де Ацеведо (22.01.1844 — 18.07.1848); - кардинал Доменико Луччарди (05.09.1851 — 13.03.1864); - кардинал Джулио Боски (29.11.1895 — 19.04.1900) — назначен архиепископом Феррары; - Тито Мария Кукки (19.04.1900 — 08.09.1938); - Умберто Раветта (14.11.1938 — 20.01.1965); - Джованни Баттиста Пардини (1965—1968) — апостольский администратор; - Костанцо Миччи (1968—1971) — апостольский администратор; - Одо Фузи Печчи (15.07.1971 — 21.01.1997); - Джузеппе Орландони (с 21 января 1997 года — по настоящее время). |  |

## Статистика
На конец 2010 года из 128 580 человек, проживающих на территории епархии, католиками являлись 122 151 человек, что соответствует 95,0% от общего числа населения епархии.
| год  | население | население | население | священники | священники        | священники         | священники                           | постоянные диаконы | монахи  | монахи  | приходы |
| год  | католики  | всего     | %         | всего      | белое духовенство | черное духовенство | число католиков на одного священника | постоянные диаконы | мужчины | женщины | приходы |
| ---- | --------- | --------- | --------- | ---------- | ----------------- | ------------------ | ------------------------------------ | ------------------ | ------- | ------- | ------- |
| 1950 | 109.919   | 110.000   | 99,9      | 162        | 111               | 51                 | 678                                  |                    | 63      | 283     | 49      |
| 1970 | 109.960   | 110.000   | 100,0     | 151        | 111               | 40                 | 728                                  |                    | 42      | 281     | 57      |
| 1978 | 117.000   | 117.600   | 99,5      | 134        | 99                | 35                 | 873                                  |                    | 47      | 265     | 60      |
| 1990 | 117.450   | 118.250   | 99,3      | 130        | 89                | 41                 | 903                                  |                    | 44      | 213     | 56      |
| 1999 | 117.100   | 118.200   | 99,1      | 116        | 86                | 30                 | 1.009                                | 1                  | 31      | 143     | 57      |
| 2000 | 117.100   | 118.200   | 99,1      | 112        | 86                | 26                 | 1.045                                | 1                  | 27      | 141     | 57      |
| 2001 | 119.550   | 120.788   | 99,0      | 106        | 83                | 23                 | 1.127                                | 1                  | 23      | 137     | 57      |
| 2002 | 117.145   | 120.148   | 97,5      | 104        | 83                | 21                 | 1.126                                | 1                  | 21      | 130     | 57      |
| 2003 | 117.145   | 120.148   | 97,5      | 100        | 81                | 19                 | 1.171                                | 1                  | 19      | 128     | 57      |
| 2004 | 118.200   | 122.829   | 96,2      | 98         | 79                | 19                 | 1.206                                | 1                  | 19      | 138     | 57      |
| 2010 | 122.151   | 128.580   | 95,0      | 94         | 77                | 17                 | 1.299                                | 5                  | 17      | 105     | 57      |